# Anderssen-Eröffnung
Die Anderssen-Eröffnung ist im Schach eine geschlossene Eröffnung und beginnt mit dem Zug 1. a2–a3. Sie ist heutzutage nicht mehr populär, weil der erste weiße Zug nicht die Entwicklung fördert und auch den Kampf um das Zentrum vernachlässigt. Heute wird sie zu den Unregelmäßigen Eröffnungen gezählt.
Die wichtigsten Antwortzüge für Schwarz sind:
- 1. … e7–e5!? (man beachte, dass nach 2. c2–c4 vertauschte Sizilianischstellungen entstehen können, jedoch mit Mehrtempo für Weiß. Das ist dann Sizilianisch im Anzuge.),
- 1. … g7–g6 (2. Sg1–f3, g2–g3, h2–h4 oder e2–e4),
- 1. … d7–d5 (2. Sg1–f3).

- 1. ... e5 2.f4 exf4 3.Nh3 Qh4+ 4.Nf2 Bc5 5.d4 Bb6 (Memelixtle-Gambit)

Häufig entstehen Stellungen, die aus der Englischen Partie bekannt sind oder ihr in ihren strategischen Plänen ähneln.
Adolf Anderssen spielte in seinem Wettkampf 1857 in Paris gegen Paul Morphy mehrfach diese Eröffnung, um den angriffsstarken Amerikaner in Geschlossene Spiele zu bringen. Im Turnier in Wien 1873 wandte Wilhelm Steinitz diese Eröffnung gegen Joseph Henry Blackburne in der zweiten Stichkampfpartie an und gewann überzeugend.